# Papillolejeunea koponenii
Papillolejeunea koponenii là một loài Rêu trong họ Lejeuneaceae. Loài này được Pocs & J. Eggers mô tả khoa học đầu tiên năm 1999.